# NGC 1693
NGC 1693 (również ESO 56-SC2) – gromada otwarta znajdująca się w gwiazdozbiorze Złotej Ryby. Należy do Wielkiego Obłoku Magellana. Odkrył ją John Herschel 3 listopada 1834 roku.